# 1998 a tudományban
1998 a tudományban és a technikában.

## Biológia
- július 17. – A Science folyóiratban kutatók megjelentettek egy cikket a szifiliszt okozó  Treponema pallidum baktérium genomjának szekvenálásáról.
- február 19. – Először mutatják ki az RNS interferencia jelenségét C. elegans féregben.

## Csillagászatésűrkutatás
- január 6. – A Lunar Prospector űrszonda Hold körüli pályára állt, később pedig fagyott víz nyomaira bukkant.
- január 8. – Kozmológusok bejelentik, hogy az univerzum tágulási sebessége nő.
- március 2. – A Galileo űrszondáról küldött adatok alapján valószínűnek tűnik, hogy a Jupiter Europa holdján a jégfelszín alatt folyékony óceán található.
- március 5. – A NASA bejelenti, hogy a Clementine űrszonda a Hold sarkvidékein elegendő vizet talált ahhoz, hogy egy emberi kolóniát el tudjon látni.
- május 23. – Az Explorer–1-gyel megszakad a kapcsolat.
- július 5. – Japán űrszondát indít a Marshoz, ezzel a harmadik ország lett Oroszország és az USA után, mely a távoli űrbe küld szondát.
- október 29. – A Discovery űrrepülőgép elindul a 77 éves John Glennnel a fedélzetén, aki ezzel a legidősebb ember lett, aki valaha is az űrben járt. Ő volt az első amerikai, aki megkerülte a Földet 1962. február 20-án.
- Az első négy 8,4 m-es tükrös távcső megkezdi működését a Very Large Telescope program keretein belül (European Southern Observatory) Cerro Paranalnál, Chilében.

## Geológia
- február 4. – Richter-skála szerinti 6,1-es erősségű földrengés több mint 5000 ember halálát okozta Afganisztán északnyugati részén.
- március 14. – Richter-skála szerinti 6,9-es földrengés rázta meg Irán délkeleti részét.
- május 30. – Richter-skála szerinti 6,6-os erősségű földrengés kb. 5000 ember halálát okozta Afganisztán északi részén.
- július 17. – Egy tenger alatti rengés keltette szökőár (cunami) Pápua Új-Guineában 10 települést elpusztított és kb. 1500 embert ölt meg.

## Matematika
- Luca Cardelli és Andrew Gordon felfedezi a környezeti kalkulust.
- Thomas Hales bizonyítja a Kepler-sejtést.

## Orvostudomány
- január 14. : Texasi kutatók olyan enzimet találnak, amely lelassítja az öregedést és gátolja a sejthalált (apoptózist).
- Az Egyesült Államokban engedélyezik a potencianövelő Viagra forgalmazását, az amerikai férfiak az első három hónapban 411 millió dollárt költenek a Pfiser termékére.

## Számítástechnika
- február 10. – Az XML-t a W3C ajánlásával publikálják.
- június 2. – A CIH vírust felfedezik Tajvanon.
- Bemutatják az első működő 2 qubites kvantumszámítógépet a kaliforniai Berkeley egyetemen.
- Megszületik a Windows 98 operációs rendszer
- Megjelenik az első ISO C++ szabvány

## Technika
- április 5. : Japánban megnyitják a világ legnagyobb függőhídját, az Akasi Kaikjó hidat, mely Sikoku szigetét köti össze Honsú szigetével. 3,8 milliárd amerikai dollárba került a megépítése.

## Díjak
- Fields-érem: Richard Borcherds, William Gowers, Makszim Lvovics Koncsevics, Curtis McMullen, Andrew Wiles ezüstérem
- Nobel-díjak
  - Fizikai Nobel-díj: Robert Laughlin (USA), Horst Störmer (Németország) és Daniel Chee Tsui (USA) „a kvantumfolyékonyság új formájának részben töltött gerjesztésekkel történő felfedezéséért”.
  - Kémiai Nobel-díj: Walter Kohn a „sűrűségfunkcionál-elmélet fejlesztéséért”; illetve John Pople a „számítási eljárások fejlesztéséért a kvantumkémia területén.”
  - Fiziológiai és orvostudományi Nobel-díj: Robert Furchgott, Louis Ignarro, Ferid Murad megosztva „annak felfedezéésért, hogy a nitrogén-monoxid, a szervezet ingerületközvetítő molekulája”.
- Turing-díj: James Gray
- Wollaston-érem a geológiáért: Karl Karekin Turekian

## Halálozások
- január 7. – Vladimir Prelog Nobel-díjas bosznia-hercegovinai horvát vegyész (* 1906).
- január 7. – Richard Hamming amerikai matematikus, egyik nevezetes eredménye a Hamming-távolság (* 1915)
- február 27. – George H. Hitchings Nobel-díjas (megosztva) amerikai biokémikus, farmakológus (* 1905).
- március 15. – Benjamin Spock gyermekorvos, író (* 1903).
- március 16. – Derek Barton megosztott Nobel-díjas brit szerves kémikus (* 1918)
- június 23. – Marik Miklós csillagász.
- július 1. – Kunfalvi Rezső fizikatanár.
- július 3. – Danielle Bunten Berry (született 1949), más néven Dan Bunten, szoftverfejlesztő.
- július 21. – Alan Shepard amerikai űrhajós (* 1923).
- augusztus 4. – Jurij Artyuhin orosz, szovjet űrhajós (* 1930).
- augusztus 6. – André Weil (született 1906) francia matematikus.
- augusztus 26. – Frederick Reines Nobel-díjas amerikai fizikus (* 1918).
- november 24. – Kürti Miklós fizikus (* 1908).
- december 17. – Claudia Benton, gyermekpszichológus.
- december 18. – Lev Gyomin orosz, szovjet űrhajós (* 1926).
- december 20. – Alan Lloyd Hodgkin Nobel-díjas angol fiziológus, biofizikus (* 1914)